# LebensWeGe (Band)
Die LebensWeGe war eine Reggae-Band aus Köln/Bonn.
In ihren Liedern verbindet die Band Elemente der Stilrichtungen Reggae, Dancehall und Ska.

## Geschichte
Gegründet wurde die Band 2002. Von ihren Fans wird sie kurz „WG“ genannt. Die Auftritte fanden in der Anfangszeit nur im kleineren Rahmen statt. Doch bereits 2003 nahm die LebensWeGe am John Lennon Talent Award teil und kam ins Halbfinale und damit unter die besten 20 von 1600 Teilnehmern. Ab dann ging es mit der Bekanntheit der Band aufwärts und größere Supports wie auch eigene Konzerte wurden gespielt. Highlights waren u. a. der Ska-P-Support 2003, der Auftritte auf Rheinkultur 2004 & 2007, der Nosliw-Support 2005 und der Auftritt auf dem Open Flair Festival 2006 u. a. mit Seeed und der Bloodhound Gang. 2007 gewannen sie den Reggaegrammy und traten damit in die Fußstapfen des Vorjahresgewinners Seeed.
Im Jahr 2008 löste sich die Band auf. Weitere Aktivitäten der einzelnen Mitglieder folgten.
Im Jahr 2015 gab es einen großen Reunionauftritt auf dem ersten RockAue Festival in den Bonner Rheinauen. Die WG trat dort in kompletter Besetzung (all-time-Bandmitglieder) auf und begeisterte die Massen vor der Hauptbühne. Gleichzeitig kündigte sie an, dies in weiteren 7 Jahren für ihre treuen Fans zu wiederholen.

## Diskografie
- 2002: Sonnenbrillenlyrik
- 2002: AusSichten (EP)
- 2003: BonnBoomTunes
- 2003: Zimmer Frei? (EP)
- 2004: Bleib am Ball (Single)
- 2004: Großstadtpulsschlag
- 2006: Babylon Taxi
- 2007: MACHT ALARM!